# كورديليا ويلسون
كورديليا ويلسون (بالإنجليزية: Cordelia Wilson)‏ هي رسامة أمريكية، ولدت في 28 نوفمبر 1873، وتوفيت في 7 يونيو 1953 في سياتل في الولايات المتحدة.